# Stefan Toszew
Stefan Toszew Toszew (bułg. Стефан Тошев Тошев, ur. 18 grudnia 1859 w Eski Zaara, zm. 16 listopada 1934 w Płowdiwie) – bułgarski wojskowy, generał piechoty, dowódca armii.

## Życiorys
W 1877 roku wstąpił na ochotnika do oddziałów bułgarskich walczących po stronie Rosji w wojnie rosyjsko-tureckiej i był tłumaczem w sztabie 8 batalionu bułgarskiego.
Po zakończeniu wojny pozostał w powstającym bułgarskim wojsku i w 1879 roku był słuchaczem pierwszego kursu oficerskiego szkoły wojskowej w Sofii. Po jego ukończeniu został dowódcą kompanii w 6, a potem 10 batalionie piechoty milicji Rumelii Wschodniej. Pełnił tam służbę do lutego 1881, kiedy został przeniesiony do rezerwy.
Wkrótce jednak ponownie wstąpił do wojska Księstwa Bułgarii i został oficerem w 14 batalionie piechoty, a potem został członkiem dworu Aleksandra I.
W 1883 roku został dowódcą kompanii w 7 batalionie piechoty, a w 1885 dowódcą 2 batalionu w 3 pułku piechoty. Po wybuchu wojny serbsko-bułgarskiej uczestniczył w walkach, a potem był komendantem garnizonu w granicznym mieście Tran.
W latach 1886–1899 był dowódcą pułków, kolejno: 3, 11, 7 i 8. W 1899 roku został dowódcą 2 Brygady w 2 Dywizji Piechoty, a w 1904 dowódcą 7 Dywizji Piechoty i funkcję tę sprawował do kwietnia 1908 roku.
W trakcie I wojny bałkańskiej dowodził 1 Dywizją Piechoty. Uczestniczył wtedy w bitwie pod Czataładzą i pod Kirk Kilisse (28 października 1912), gdzie dowodzona przez niego wyróżniła się w walce.
Po zakończeniu wojny w dniu 9 maja 1913 roku został dowódcą 5 Armii i dowodził nią w trakcie II wojny bałkańskiej. Brała ona udział w walkach na terenie Macedonii. Po zakończeniu walk i demobilizacji wojsk w 1913 roku został komendantem 2, a potem 3 Obszaru Wojskowego, będących odpowiednikiem armii w czasie pokoju.
Po wybuchu I wojny światowej i przystąpieniu Bułgarii do wojny po stronie państw centralnych, został dowódcą 3 Armii, która prowadziła walki przeciwko Rumunii, w składzie grupy niemieckiego feldmarsz. von Mackensena. Brał udział w bitwie nad Ardżesz, a następnie zajęciu Bukaresztu.
W 1918 roku został wyznaczony na Gubernatora Generalnego w Macedonii i funkcję pełnił do czerwca 1918 roku, kiedy został dowódcą 4 Armii.
Po zakończeniu wojny w latach 1918–1919 był komendantem 4 Obszaru Wojskowego, który utworzono z jednostek 4 Armii. W dniu 24 czerwca 1919 został przeniesiony do rezerwy. Po przeniesieniu do rezerwy działał w środowisku kombatantów i oficerów rezerwy, m.in. w latach 1923–1924 był przewodniczącym Związku Oficerów Rezerwy. Zajął się także działalności pisarską opisując działania wojsk bułgarskich w czasie I wojny światowej.
Zmarł 27 października 1924 w Płowdiwie, pochowany został w Sofii.

## Awanse
- chorąży (Прапорчик) (10.05.1879)
- podporucznik  (Подпоручик) (11.11.1879)
- porucznik  (Поручик) (24.03.1883)
- kapitan  (Капитан) (30.08.1885)
- major  (Майор) (04.01.1887)
- podpułkownik  (Подполковник) (08.02.1891)
- pułkownik  (Полковник) (08.02.1895)
- generał major  (Генерал-майор) (01.01.1904)
- generał porucznik  (Генерал-лейтенант) (08.05.1913)
- generał piechoty (Генерал от пехотата) (25.03.1917)

## Odznaczenia
- Order za Waleczność kl. III
- Order za Waleczność kl. IV
- Order Św. Aleksandra kl. I z mieczami
- Order Św. Aleksandra kl. II bez mieczy
- Order Św. Aleksandra kl. III
- Order Św. Aleksandra kl. IV
- Order Zasługi Wojskowej kl. II
- Order Zasługi
- Krzyż Żelazny I kl. (Niemcy)
- Order Krzyża Takowy II kl. (Serbia)
- Order Lwa I Słońca II kl. (Iran)